# Сэнтя
Сэнтя (яп. 煎茶 сэнтя) или сенча (в неточной транслитерации) — сорт зелёного чая, производимый в Японии. Название происходит от выражения «чайный отвар» (яп. 煎じ茶 сэндзитя).

## История
До середины XVIII века японцы или перемалывали чайные листья в маття, или же высушивали их на сковороде по китайской методике (сегодня подобный чай называют камаиритя). Изобретение обработки чая паром вместо обжаривания изменило его вкус, и новый чай вскоре стал популярным. Большую роль в распространении нового напитка сыграл бывший монах Байсао (1675—1763), который занялся торговлей чаем в возрасте около 60 лет. В 1742 году он побывал на плантации Нагатани Соэна недалеко от Удзи. За 4 года до этого Нагатани после 15 лет экспериментов усовершенствовал метод обработки чая паром, применявшийся ранее для производства маття. Байсао был поражён его вкусом и ароматом, и стал всячески его рекламировать. После его смерти популяризацию сэнтя продолжили Кимура Кэнкадо и Уэда Акинари.
К началу XIX века вокруг употребления сэнтя тоже сложился определённый ритуал (сэнтядо), хоть и в меньшей степени формализованный, чем чайная церемония с маття. В 1970 году на Всемирной выставке в Осаке состоялась публичная демонстрация церемонии сэнтядо, что ознаменовало официальное признание его в качестве традиционного японского искусства.
Японские производители чая занялись селекцией высококачественных сортов чая в XIX веке, а в начале XX века государство приветствовало эксперименты по гибридизации имеющихся сортов. В начале 1950-х годов селекционер Сугияма Хикосабуро из Сидзуоки зарегистрировал культивар Ябукита (селекцией которого он занимался с 1908 года), составляющий в 2010-х годах около 80 % выращиваемого в Японии сэнтя. Этот культивар неприхотлив и хорошо подходит для механического сбора, так как молодые листья растут прямо вверх.
На начало XXI века спрос на сэнтя в Японии превышает предложение, поэтому туда импортируется и низкокачественный китайский сэнтя, который также смешивают с японским.

## Производство
Сэнтя собирается на протяжении всего лета. Особенно ценится вид синтя (яп. 新茶, «новый чай», сбор апреля, первого месяца сезона) за мягкость и особый вкус. Чай, который обычно собирается в мае-июне, называют «итибантя» (яп. 一番茶, чай первого сбора). Чай, собранный в следующем месяце (конец июня), называют «нибантя» (яп. 二番茶, чай второго сбора). Третий сбор (начиная с середины августа) называют «самбантя» (яп. 三番茶, чай третьего сбора) (по японским числительным 1, 2, 3). Поздние сборы более терпкие, имеют более грубый вкус и менее ярко выраженный аромат.
После того как чайный лист собран, он доставляется на фабрику, где обрабатывается паром для того чтобы избежать окисления, скручивается в цилиндрическую форму, что придает ему вид хвои, сушится сухим воздухом.
Центрами производства сэнтя являются префектуры Сидзуока, Кагосима, Миэ, Нара, Киото, Сага, Фукуока, Миядзаки, Аити.

## Употребление
Сэнтя является самым популярным сортом чая в Японии (71 % производимого в стране объёма зелёных чаёв на 2006 год).
В зависимости от сорта, он заваривается водой с температурой от 50°С до 80°С, обычно около 80°С.